# 日本ウイグル国会議員連盟
日本ウイグル国会議員連盟は、日本の超党派の議員連盟。新疆ウイグル自治区における中華人民共和国政府による人権侵害に問題意識を持つ国会議員により設立された。2012年に設立されたが2020年11月まで休眠状態にあった。2021年2月までは自民党の議連であったが、それ以降より超党派となった。

## 役員
会長
- 古屋圭司（自民党）

幹事長
- 衛藤晟一（自民党）

顧問
- 中曽根弘文（自民党）

事務局長
- 長尾敬 （自民党）

## メンバー
- 三谷英弘（自民党）
- 山田宏（自民党）
- 高市早苗（自民党）
- 松原仁（無所属）
- 三原じゅん子（自民党）
- 城内実（自民党）
- 西田昌司（自民党）
- 新藤義孝（自民党）
- 齋藤健（自民党）
- 渡辺猛之（自民党）
- 山谷えり子（自民党）
- 和田政宗（自民党）
- 柳ヶ瀬裕文（日本維新の会）
- 串田誠一（日本維新の会）

## 元メンバー
- 穴見陽一（自民党・2021年に引退）
- 鴨下一郎（自民党・2021年に引退）
- 安倍晋三（自民党・顧問・2022年に死去）
- 宇都隆史（自民党・2022年に落選）
- 岸信夫（自民党・2023年に議員辞職）
- 北村誠吾（自民党・2023年に死去）
- 杉田水脈（自民党・2024年に引退）
- 音喜多駿（日本維新の会・2024年に議員辞職）
- 下村博文（無所属・2024年に落選）